# Konklave 1303

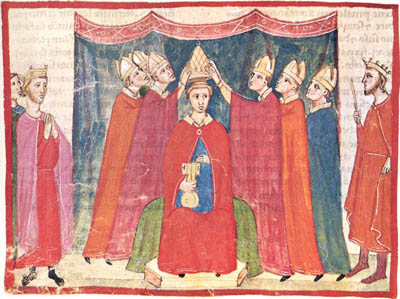
Krönung Benedikts XI., Santa Maria Novella in Florenz

Im Konklave von 1303, das vom 21. Oktober 1303 bis zum 22. Oktober 1303 tagte, wurde Niccolò Boccasini, der Kardinalbischof von Ostia, zu Papst Benedikt XI. gewählt.

## Vorgeschichte
In Folge einer Verschwörung durch Philipp IV. von Frankreich, den französischen Kanzler Wilhelm von Nogaret, den Florentiner Bankier Musciatto und Sciarra Colonna, welche zahlreiche Mitglieder des Kardinalskollegiums unterstützten, wurde Papst Bonifatius VIII. in der päpstlichen Residenz in Anagni festgehalten. Truppen der Patrizierfamilie Orsini konnten ihn aus dieser Gefangenschaft zwar befreien, inhaftierten ihn jedoch selbst wieder in Rom. In dieser Schutzhaft verstarb Bonifatius VIII. wenig später am 11. Oktober 1303.

## Ablauf
Zehn Tage nach dem Tod Bonifatius’ VIII. trat das Kardinalskollegium in Rom in das Konklave ein. Es war das erste seiner Art, welches in den Mauern von Alt-St. Peter am Vatikanischen Hügel stattfand.
Das Konklave zählte 18 Teilnehmer. Nach nur einem Tag wurde am 22. Oktober 1303 der italienische Kardinalbischof von Ostia Niccolò Boccasini einstimmig zum Papst gewählt. Er gab sich den Namen Benedikt XI. Am 27. Oktober 1303 folgte die Inthronisation in Rom. Die Sedisvakanz betrug somit lediglich 16 Tage, was eine vergleichsweise sehr kurze Dauer darstellt.

### Wichtige Ämter
Während der Sedisvakanz wurden diese Ämter von folgenden Teilnehmern ausgeübt:
- Kardinaldekan: Niccoló Boccasini
- Kardinalsubdekan: Giovanni Mincio

### Teilnehmer
Unter den 18 Teilnehmern waren 15 in der Amtszeit von Bonifatius VIII. ernannt worden. Matteo Rubeo Orsini war 1303 bereits zum zwölften Mal Mitglied eines Konklaves.
Folgende Kardinäle nahmen am Konklave teil:
- Niccoló Boccasini – Kardinalbischof von Ostia und Velletri
- Giovanni Boccamazza – Kardinalbischof von Frascati
- Leonardo Patrasso – Kardinalbischof von Albano
- Giovanni Mincio da Morrovalle – Kardinalbischof von Porto und Santa Rufina
- Pedro Rodríguez – Kardinalbischof von Sabina
- Teoderico Ranieri – Kardinalbischof von Palestrina (Cittá Papale)
- Robert de Pontigny – Kardinalpriester von S. Pudenziana[2]
- Gentile Portino da Montefiore – Kardinalpriester von Ss. Silvestro e Martino ai Monti[2]
- Jean Lemoine – Kardinalpriester von Ss. Marcellino e Pietro[2]
- Napoleone Orsini – Kardinaldiakon von S. Adriano
- Landolfo Brancaccio – Kardinaldiakon von S. Angelo
- Matteo Rubeo Orsini – Kardinaldiakon von S. Maria in Portico
- Guglielmo Longhi – Kardinaldiakon von S. Nicola in Carcere Tulliano
- Francesco Napoleone Orsini – Kardinaldiakon von S. Lucia in Selci
- Giacomo Gaetano Stefaneschi – Kardinaldiakon von S. Giorgio in Velabro
- Francesco Caetani – Kardinaldiakon von S. Maria in Cosmedin
- Riccardo Petroni – Kardinaldiakon von S. Eustachio
- Luca Fieschi – Kardinaldiakon von S. Maria in Via Lata